# Antonieta de Bèucaire
María Antonieta Rivièra, más conocida como Antonieta de Bèucaire (en francés: Marie Antoinette Rivière; Nimes, 21 de enero de 1840 - Beaucaire, 27 de enero de 1865) fue una escritora francesa en occitano de la actual región de Occitania, Francia.

## Biografía
María Antonieta nació en Nimes en 1840 pero sus padres se trasladaron a Beaucaire cuando aún no había cumplido tres meses. 
Se vio afectada por la muerte de su amiga íntima Zoé en 1860, cuando tenía 20 años. Cada día iba al cementerio para honrar su memoria; un día de mal tiempo regresó enferma y desde aquel momento permaneció casi siempre en casa. 
A partir de entonces, Antonieta no tuvo voluntad de vivir y a pesar de sus curas en establecimientos termales, su salud empeoró. Desde el 13 de noviembre de 1864 ya no pudo salir más de casa debido a la precariedad de su salud. Falleció el 27 de enero de 1865, y su amigo Loís Romieu le hizo compañía hasta el último momento. 
Autora de 25 poemas, en marzo de 1865 se publicó póstumamente su obra Lei belugas, que fue acompañada de versos de escritores amigos de la escritora.

## Obras
- Lei belugas, publicada póstumamente (1865)